# Wanajaya (Cibitung)
Wanajaya is een bestuurslaag in het regentschap Bekasi van de provincie West-Java, Indonesië. Wanajaya telt 37.327 inwoners (volkstelling 2010).